# Insigne acadienne

L'insigne acadienne.

L’insigne acadienne est l'un des symboles officiels de l'Acadie. L'insigne consiste en une bandelette de soie bleue en haut de laquelle apparaît une étoile entourée de rayons, surmontant un bateau voguant à pleines voiles, dont le pavillon porte le mot « Acadie ». La devise nationale est écrite en dessous du bateau et le tout est surmonté d'une rosette rouge et blanche. L'insigne doit être porté à la boutonnière durant les jours fériées. Elle a été choisie lors de la IIe Convention nationale acadienne de 1884, à Miscouche. Il est possible que les délégués présents aient voulu imiter les symboles choisis lors d'un Congrès de la Saint-Jean-Baptiste organisé à Québec quatre ans plus tôt. L'insigne n'a pas été populaire et est pratiquement oubliée de nos jours; il en existe un seul exemplaire conservé au Musée acadien de l'Université de Moncton. L'insigne a par contre inspiré les armoiries de la Société nationale de l'Acadie, dévoilées en 1996 à Miscouche.